# Матриця Адамара
Ма́триці Адама́ра — в математиці, це ортогональні квадратні матриці, елементи яких можуть приймати значення тільки (+1) та (-1). Названі на честь французького математика Жака Адамара.
Такі матриці застосовуваться в алгоритмах корегування помилок (коди Адамара, коди Ріда-Мюллера).
Недоведена гіпотеза Адамара стверджує, що матриця Адамара порядку 4k існує для кожного натурального числа k.

## Властивості
- Матриця Адамара H порядку n задовільняє рівнянню:

{\displaystyle H^{\mathrm {T} }H=nI\ }
де I — одинична матриця розміру n.
- Отже

{\displaystyle \ \det H=\pm \;n^{n/2}}.
- Розмір матриць Адамара може бути 1, 2 чи бути кратним 4.

- Будь-які 2 довільні стовпці чи рядки мають рівно половину пар елементів, що збігаються.

## Процедура побудови Сильвестра
Одним з способів побудови матриць Адамара великих розмірностей є рекурсивна процедура Сильвестра. Якщо H — матриця Адамара розміру n. Тоді
{\displaystyle {\begin{bmatrix}H&H\\H&-H\end{bmatrix}}} є матрицею Адамара порядку 2n.
{\displaystyle H_{1}={\begin{bmatrix}1\end{bmatrix}},\quad H_{2}={\begin{bmatrix}1&1\\1&-1\end{bmatrix}},\quad H_{4}={\begin{bmatrix}1&1&1&1\\1&-1&1&-1\\1&1&-1&-1\\1&-1&-1&1\\\end{bmatrix}},\quad ...\quad H_{2^{k+1}}={\begin{bmatrix}H_{2^{k}}&H_{2^{k}}\\H_{2^{k}}&-H_{2^{k}}\end{bmatrix}}=H_{2}\otimes H_{2^{k}},}
де {\displaystyle \ k\in N}, а {\displaystyle \otimes } означає добуток Кронекера.
Зокрема,
{\displaystyle {\begin{bmatrix}1&1&1&1\\1&-1&1&-1\\1&1&-1&-1\\1&-1&-1&1\end{bmatrix}}={\begin{bmatrix}1&1\\1&-1\end{bmatrix}}\otimes {\begin{bmatrix}1&1\\1&-1\end{bmatrix}}}.
Такі матриці мають додаткові властивості:
- матриці є симетричними;
- слід матриці дорівнює нулю;
- всі елементи першого рядка і першого стовпця додатні, тобто дорівнюють (+1).
- всі інші рядки і стовпці мають порівну від'ємних і додатних елементів.

Такі матриці, а також матриці з переставленими рядками/стовпцями таким чином, щоб:
1. матриця залишалась симетричною
2. кількість змін знаків стовпцях наростала зліва направо

ще називаються матрицями Уолша.
{\displaystyle W_{4}={\begin{bmatrix}1&1&1&1\\1&1&-1&-1\\1&-1&-1&1\\1&-1&1&-1\\\end{bmatrix}}}